# Hoàn Thúy
Hoàn Thúy (giản thể: 环翠; phồn thể: 環翠; bính âm: Huáncuì) là một khu (quận) của địa cấp thị Uy Hải, tỉnh Sơn Đông, Trung Quốc.

### Nhai đạo
| - Hoàn Thúy Lâu 环翠楼街道 - Kình Viên 鲸园街道 - Trúc Đảo 竹岛街道 - Di Viên 怡园街道 | - Điền Hòa 田和街道 - Hoàng Quan 皇冠街道 - Phượng Lâm 凤林街道 - Tây Uyển 西苑街道 |

### Trấn
| - Trương Thôn 张村镇 - Dương Đình 羊亭镇 - Ôn Tuyền 温泉镇 - Cố Sơn 崮山镇 - Tôn Gia Thoản 孙家疃镇 | - Bạc Vu 泊于镇 - Kiều Đầu 桥头镇 - Thảo Miếu Tử 草庙子镇 - Sơ Thôn 初村镇 |